# Dvärgblomflugor
Dvärgblomflugor (Neoascia) är ett släkte i familjen blomflugor.

## Kännetecken
Dvärgblomflugor är små smala blomflugor med en längd på mellan 4 och 7 millimeter för de nordiska arterna. Bakkroppen har en smal "getingmidja". Baklåren är uppsvällda med taggar på undersidan. Bakkroppen är svart, ibland med gula teckningar. Hanarna har ej sammanstötande ögon.

## Levnadssätt
Dvärgblomflugorna lever oftast nära sjöar, dammar, vattendrag eller näringsrika våtmarker. Larverna utvecklas i blött förmultnande växtmaterial i vatten eller dy. De vuxna flugorna kan ses på olika blommor.

## Systematik
Släktet delas in i två undersläkten, Neoascia och Neoasciella. De skiljs från varandra på utformningen av plåtarna bakom bakhöfterna.

## Utbredning
Släktet har 25 arter varav 21 finns i palearktis och 7 i Nordamerika. I Europa finns 10 arter.

### Arter i Sverige
Följande 8 arter förekommer i Sverige.
| Svenskt namn           | Vetenskapligt namn | Utbredning i Sverige                                         |
| ---------------------- | ------------------ | ------------------------------------------------------------ |
| lång dvärgblomfluga    | N. annexa          | Enstaka fynd i Skåne                                         |
| bäckdvärgblomfluga     | N. geniculata      | Sällsynt förekommande i stora delar av Sverige.              |
| fläckig dvärgblomfluga | N. interrupta      | Enstaka fynd från Skåne till Uppland.                        |
| svart dvärgblomfluga   | N. meticulosa      | Ganska vanlig i större delen av Sverige utom i fjällen.      |
| skråpdvärgblomfluga    | N. obliqua         | Enstaka fynd i Götaland och Svealand.                        |
| stranddvärgblomfluga   | N. podagrica       | Vanlig från Skåne till Uppland. Mindre vanlig längre norrut. |
| nordlig dvärgblomfluga | N. subchalybea     | Sällsynt i Norrland                                          |
| kärrdvärgblomfluga     | N. tenur           | Vanlig i hela Sverige utom på kalfjället.                    |